# 韩国铁道6200型柴油机车
韩国铁道6200型柴油机车，又称韩国铁道6350型柴油机车、易安迪SDP38型柴油机车，是美国通用汽车易安迪公司（GM-EMD）在1966年至1967年间为韩国铁道设计制造的一款柴油机车。
1966年至1967年，韩国利用美国政府国际合作总署的援助，分两批引进了共40台SDP38型柴油机车，其中第一批17台机车主要用于牵引货物列车，被定型为韩国铁道6200型柴油机车，而第二批23台机车主要用于牵引旅客列车，被定型为韩国铁道6350型柴油机车。和韩国铁道6100型柴油机车一样，由于车体尺寸的最大高度达到4,680毫米，车体有可能触碰到架空接触网，因此无法在完成电气化后的中央线和太白线使用。1986年，韩国铁道7000型柴油机车作为新一代的客运机车投入运用，原用于客运的6350型柴油机车全部改为用于货运，车型亦相应变更为6200型柴油机车。1990年代，韩国铁道6200型柴油机车相继停运报废。
这款机车是在SD38型柴油机车的设计基础上修改而成，为满足牵引旅客列车的需要而设有蒸汽锅炉。机车采用单司机室、底架承载结构、双侧外走廊的罩式车体，车体上部自前向后由电气室、司机室、动力室、冷却室四部分组成。机车走行部采用两台“Flexicoil”三轴转向架。动力装置为一台16气缸、二冲程、机械增压的16-645E型柴油机。传动系统采用直—直流电传动，柴油机直接驱动一台D32型直流发电机，发出的直流电供给六台D77型直流牵引电动机。牵引电动机采用轴悬式驱动方式，牵引齿轮传动比为4.13（62：15）。